# Alocasia peltata
Alocasia peltata är en kallaväxtart som beskrevs av Mitsuru Hotta. Alocasia peltata ingår i släktet Alocasia och familjen kallaväxter. Inga underarter finns listade.